# 34879 Tripathiishan
34879 Tripathiishan è un asteroide della fascia principale. Scoperto nel 2001, presenta un'orbita caratterizzata da un semiasse maggiore pari a 2,6206525 au e da un'eccentricità di 0,1249439, inclinata di 8,15176° rispetto all'eclittica.